# Kiczewo
Kiczewo (mac. Кичево, alb. Kërçovë, Kërçova, tur. Kırçova) – miasto w zachodniej Macedonii Północnej, ośrodek administracyjny gminy Administracyjnie należy do gminy Kiczewo. Liczba ludności – 27 067 osób (55% – Macedończycy, 28% – Albańczycy, 9% – Turcy, 5% – Romowie; dane ze spisu w 2002).
Kiczewo leży w śródgórskiej Kotlinie Kiczewskiej między pasmami górskimi Bistra na zachodzie i Porecze na wschodzie.
Pierwsza pisemna wzmianka o Kiczewie pochodzi z czasów trzeciej wojny Rzymu z Macedonią, gdy miasto pod nazwą Uskana należało do królestwa Macedonii. W czasach najazdu Słowian na Półwysep Bałkański okolice Kiczewa zasiedliło prawdopodobnie słowiańskie plemię Brsjaków. Następnie Kiczewo jest wzmiankowane w dokumencie cesarza bizantyjskiego Bazylego II z 1018 jako Kicavis. W XI wieku wspomina o nim arcybiskup Ochrydy Teofilakt. Za czasów osmańskich Kiczewo było regionalnym ośrodkiem władz cywilnych i wojskowych. W 1878 w mieście powstał pierwszy oddział zbrojny Wewnętrznej Macedońskiej Organizacji Rewolucyjnej. W 1903 mieszkańcy miasta brali udział w powstaniu ilindeńskim. Od 1913 miasto należało do Królestwa Serbii, a od 1919 – do Królestwa Serbów, Chorwatów i Słoweńców (późniejszej Jugosławii). Podczas II wojny światowej Kiczewo było okupowane przez wojska włoskie. W okolicy działało wiele oddziałów partyzanckich.
W okolicy Kiczewa znajdują się dwa zabytkowe prawosławne monastery: Przeczystej Bogurodzicy i świętego Jerzego.
W mieście znajduje się końcowa stacja linii kolejowej ze Skopje. Dojazd możliwy jest 2 pociągami każdego dnia i zajmuje około 2 godzin. Linię obsługują koleje państwowe MZ. Jest to najbliższa stacja kolejowa od popularnej turystycznie Ochrydy. Wedle transgranicznego projektu dotowanego przez Europejski Bank Centralny linia kolejowa ma być przedłużona do granicy z Albanią i połączyć miasto z Librazhdem oraz Durrës.